# Broken City
Pour plus de détails, voir Fiche technique et Distribution.
Broken City ou Emprise sur la ville au Québec est un film policier américain d'Allen Hughes sorti en 2013.

## Synopsis
Billy Taggart (Mark Wahlberg), un ancien policier, est engagé par le maire de New York (Russell Crowe) pour surveiller l'amant de sa femme Cathleen (Catherine Zeta-Jones).

## Fiche technique
- Titre original : Broken City
- Titre français : Broken City
- Titre québécois : Emprise sur la ville
- Réalisation : Allen Hughes
- Scénario : Brian Tucker
- Direction artistique : Tom Duffield
- Décors : Christina Eunji Kim
- Costumes : Betsy Heimann
- Photographie : Ben Seresin
- Montage : Cindy Mollo
- Musique : Atticus Ross Sigur Ros
- Production : Randall Emmett, George Furla, Allen Hughes, Step hen Levinson, Teddy Schwarzman et Mark Wahlberg
- Sociétés de production : Black Bear Pictures, Emmett/Furla Films, New Regency Productions et 1984 Private Defense Contractors
- Sociétés de distribution : 20th Century Fox (États-Unis), Studiocanal (France)
- Budget : 35 000 000 $
- Pays d’origine :  États-Unis
- Langue originale : anglais
- Format : Couleur - 35 mm - 2.35:1
- Genre : Film policier
- Durée : 109 minutes
- Dates de sortie :
  -  États-Unis : 18 janvier 2013
  -  France : 26 juin 2013

## Distribution
- Mark Wahlberg (VF : Bruno Choël ; VQ : Patrice Dubois) : Billy Taggart

Les acteurs Kyle Chandler et Mark Wahlberg, sur le tournage du film à NY en novembre 2011.

- Russell Crowe (VF : Patrick Béthune ; VQ : Pierre Auger) : le maire de New York, Nicholas Hostetler
- Catherine Zeta-Jones (VF : Rafaèle Moutier ; VQ : Élise Bertrand) : Cathleen Hostetler
- Barry Pepper (VF : Guillaume Lebon ; VQ : Philippe Martin) : Jack Valliant
- Justin Chambers (VF : Sébastien Desjours ; VQ : Nicholas Savard L'Herbier) : Ryan
- Kyle Chandler (VF : François Raison ; VQ : Benoit Éthier) : Paul Andrews
- Jeffrey Wright (VF : Jean-Louis Faure ; VQ : Manuel Tadros) : Carl Fairbanks
- Alona Tal (VF : Stéphanie Hédin ; VQ : Sarah-Jeanne Labrosse) : Katy Bradshaw
- Natalie Martinez (VF : Olivia Dalric ; VQ : Eloisa Cervantes) : Natalie Barrow
- Michael Beach (VF : Daniel Njo Lobé ; VQ : Patrick Chouinard) : Tony Jansen
- James Ransone (VF : Olivier Chauvel ; VQ : François Sasseville) : Todd Lancaster
- Griffin Dunne (VF : Nicolas Marié ; VQ : Frédéric Desager) : Sam Lancaster

Source et légende : Version française (V. F.) sur AlloDoublage et Version québécoise (V. Q.) sur Doublage Québec

## Accueil

### Critique
Broken City sort en France cinq mois après les États-Unis, avec un buzz plutôt défavorable. Le site Rotten Tomatoes, qui répertorie les avis des journalistes et blogueurs américains, dénombre 143 critiques dont 29% d'avis positifs.

### Box-office
En novembre 2013, le magazine américain Forbes établit le Top 10 des plus gros flops cinématographiques de 2013. Broken City est classé 5e, avec 19 701 164 dollars de recettes collectées, uniquement aux États-Unis, pour un budget de 35 millions de dollars, soit une rentabilité de seulement 54%. Les recettes internationales ont rapporté 15 036 035 $, portant le total à 34 737 199 $.